# Bularda, Călărași
Bularda este un sat din comuna Dereneu, raionul Călărași, Republica Moldova.

## Istorie
Satul este menționat documentar pentru prima dată în anul 1620:
„7128 <1620>, februarie 9.

Ispisoc sârbesc dela Radul Voevod întăritoriului Vasile Grămadă biv sulger pe moșia Bulăești.”